# Школа юных лётчиков
Муниципальное образовательное учреждение дополнительного образования детей «Школа юных лётчиков» — центр дополнительного образования для детей школьного возраста. Курсанты школы изучают основы авиации и космонавтики, военного дела, радиотехники, занимаются физической подготовкой, имитируют полёт на авиационных тренажёрах и парапланах, совершают парашютные прыжки с самолёта и парашютной вышки.
В школе 6 курсов, где занимаются учащиеся общеобразовательных школ с 4 по 11 класс. Курсанты занимаются авиационной, военной, парашютной подготовкой, изучают военное дело, метеорологию, астрономию, историю космонавтики. В школе введены уроки мужества.

## Награды ШЮЛ
- В 1999 году ШЮЛ стала лауреатом III Московской Международной выставки «Школа — 99».
- Лауреат и дипломант I Всероссийского слёта среди военно-патриотических клубов в городе Волгограде.
- Дипломант Международной Акции в Болгарии в городе Пловдиве.
- Дипломант Всероссийского фестиваля юных авиаторов и космонавтов, проходившего в академии имени Гагарина в городе Монино.
- Лауреат II Всероссийского слёта военно — патриотических клубов в Санкт-Петербурге. Команде ШЮЛ был передан факел с предложением провести III Всероссийский слёт в городе Ижевске.
- Дипломанты Всероссийской спартакиады школьников по военно — прикладным и техническим видам спорта в городе Оренбурге.
- Участники III Слёта военно-патриотических клубов в г. Смоленске в 2004 году.
- 2005 год — всероссийской спартакиаде школьников по военно-прикладным видам спорта в Москве
- 2006 год — участники финала военно-спортивной игры «Победа» в Казани
- 2007 год — Дипломант Всероссийского фестиваля «Москва — авиационная», Финалист Межрегионального конкурса учреждений дополнительного образования.
- 2008 год — Дипломанты Всероссийского конкурса музеев учреждений дополнительного образования авиационного профиля.
- 2009 год — 2 место соревнованиях по военно-спортивному многоборью УР
- 2010 год — 3 место в конкурсе мультимедийных проектов «Во славу Отечества» УР[1]

В годы Великой Отечественной войны в нынешнем здании школы юных лётчиков располагался эвакогоспиталь № 1127 с 1941 по 1945 годы.
В здании школы юных лётчиков располагается музей бортпроводницы Надежды Курченко.

## Галерея
- эвакогоспиталь
- "бочка" тренажёр МИГ-15
- форма лётчика и шлем
- лётный тренажёр
- кабина тренажёра
- Музей Надежды Курченко